# Povprečni korpuskularni volumen
Povprečni korpuskularni volumen (okrajšano PKV, angl. MCV) je prostornina povprečnega eritrocita, izračunana iz hematokrita in števila eritrocitov v litru krvi in normalno znaša od 81 do 94 fl.
Pri slabokrvnih bolnikih je vrednost PKV osnova za razvrstitev njihove bolezni: pri mikrocitni anemiji je PKV manjši od normalnih vrednosti, pri normocitni anemiji je v mejah normale in pri makrocitni anemiji presega zgornjo normalno mejo.

## Določitev
Povprečni korpuskularni volumen se lahko izračuna, in sicer se vrednost hematokrita deli s številom eritocitov (v mililitru krvi). Vrednost PKV se običajno navaja v femtolitrih.
{\displaystyle PKV\ (fl)={\frac {hematokrit\ (vol\%)*10}{eritrociti\ (10^{6}/mm^{3})}}}

## Povišane vrednosti
Povišane vrednosti PKV pri hemolitični anemiji so posledica prisotnosti retikulocitov v krvi. Pri makrocitni perniciozni anemiji lahko PKV presega vrednost 150 femtolitrov. Povečana velikost eritrocitov se lahko pojavi tudi pri alkoholizmu.

## Znižane vrednosti
Najpogostejši vzroki mikrocitne anemije so pomanjkanje železa (zaradi nezadostnega vnosa železa s hrano, krvavitev iz prebavil ali menstrualnih krvavitev), talasemija in kronične bolezni.
Znižana vrednost PKV pri bolnikih s pozitivnim testom krvi v blatu kaže na veliko tveganje za raka na prebavilih.